# Bunila (gmina)
Bunila – gmina w Rumunii, w okręgu Hunedoara. Obejmuje miejscowości Alun, Bunila, Cernișoara Florese, Poienița Voinii i Vadu Dobrii. W 2011 roku liczyła 306 mieszkańców.